# Župnija Odranci
Župnija Odranci je rimskokatoliška teritorialna župnija dekanije Lendava škofije Murska Sobota. Do 7. aprila 2006, ko je bila ustanovljena škofija Murska Sobota, je bila župnija del Pomurskega naddekanata, ki je bil del škofije Maribor.
Župnijska cerkev je cerkev sv. Trojice.

## Zgodovina
Do ustanovitve župnije v Beltincih so Odranci spadali v pražupnijo Turnišče, ki je štela 22 vasi. Verniki so zaradi velike razdalje, slabih poti, ki so bile mnogokrat poplavljene, pozimi pa zaradi snežnih zametov, zelo težko prihajali k maši. Izboljšalo se je po letu 1742, ko je dal zemljiški gospod general Ladislav Ebergenyi postaviti cerkev v Beltincih. V novo župnijo so razen Beltinec vključili še Odrance, tri Bistrice, Melince, Ižakovce, Dokležovje, Bratonce, Lipovce in Gančane. Od leta 1094 do 1777 so spadali pod zagrebško škofijo, zato so imeli s kajkavskimi Hrvati iste obredne knjige in peli so iste cerkvene pesmi. Ob ustanovitvi škofije v Sombotelu pa so tja priključili celotno Prekmurje. Prekmurske župnije so tja spadale skoraj 150 let. Decembra 1923 je Prekmurje priključeno mariborski škofiji. Med drugo svetovno vojno so Prekmurje zasedli Madžari in sledile so jim tudi cerkvene oblasti, tako da so župnije spet prešle pod upravljanje sombotelske škofije. Leta 1964 pa je Prekmurje postalo sestavni del mariborske škofije.